# Chu trình sắt

Biểu đồ này mô tả ngắn gọn chu trình sắt trong môi trường.

Trong sinh thái học hoặc khoa học Trái Đất, chu trình sắt (Fe) là chu trình sinh địa hóa của sắt qua các địa mạo,  khí quyển, và đại dương. Chu trình sắt gây ảnh hưởng tới quá trình lắng đọng bụi và tính sinh khả dụng của sắt aerosol.

## Tổng quan
Sắt có số oxy hóa từ -2 tới +7; tuy nhiên, trong lớp vỏ Trái Đất nó chủ yếu ở dạng oxy hóa-khử +2 (sắt (II)) hoặc +3 (sắt (III)). Sự tuần hoàn của sắt giữa dạng sắt (II) và sắt (III) được gọi là chu trình sắt. Quá trình này thì có thể hoàn toàn vô sinh (không dính dáng tới sinh vật sống), hoặc có thể được các vi sinh vật làm cho trở nên dễ dàng hơn. Một số ví dụ như gỉ của kim loại mang sắt (trong trường hợp này Fe2+ bị oxy hóa một cách vô sinh thành Fe3+) bởi oxy, và bị khử vô sinh từ Fe3+ xuống Fe2+ bởi các khoáng chất sắt sắt sulfide. Chu trình sắt cũng có thể được trợ giúp bởi các vi sinh vật, ví dụ như bởi vi khuẩn oxy hóa sắt, thứ có thể oxy hóa Fe2+ thành Fe3+, lấy đi một electron từ chu trình này để biến thành năng lượng. Vi khuẩn khử sắt có thể khử Fe3+ trở lại Fe2+ bằng cách tận dụng nó như một chất nhận electron cuối cùng.
Sắt là một nguyên tố quan trọng trên Trái Đất. Nó là nguyên tố dồi dào thứ 4 trong lớp vỏ, và là một cofactor thiết yếu trong nhiều enzym sinh học.